# Adris sikhimensis
Adris sikhimensis là một loài bướm đêm trong họ Erebidae.